# 騎射

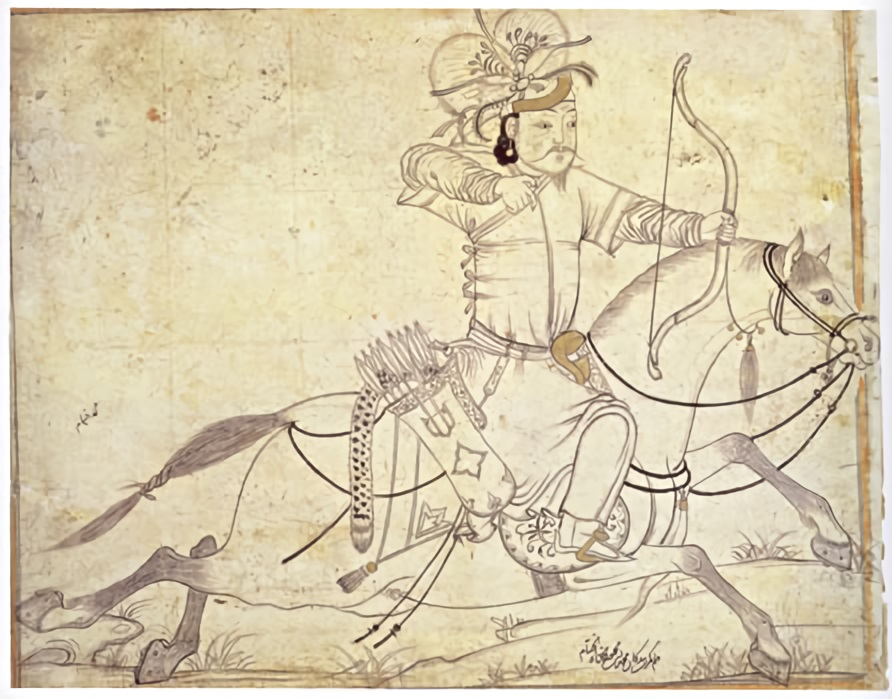
イルハン朝の弓騎兵
画は15世紀ティムール朝時代

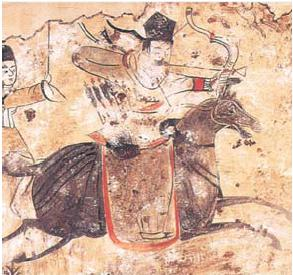
鮮卑の弓騎兵らは北魏を建国した。

騎射（きしゃ）は、騎上（馬に乗った状態）から弓で矢を射ること。対して地面に立って射ることを歩射（ぶしゃ）という。
狩猟においては重要な技術であるため、遊牧民にこれを得意とするものが多い。
紀元前8世紀頃にスキタイ人により始められる。騎馬遊牧民の彼らは牧草を求め常に移動しながら生活、また屢々馬に跨がり他民族と闘っていたが、彼らのこういった生活文化の中で自然的必要性から騎射は開発・発展して来たものと考えられる。騎射はすぐに中央アジアの遊牧民の間に波及し、フン人、アヴァール人、マジャル人など同様の騎馬遊牧民に次々と取り入れられ、後にモンゴル人にも及び、古代世界に普及して行った。古代において彼ら騎馬遊牧民の騎射術が定住民に及ぼした影響は大きいが、しかし常に移動を繰り返すために当時の彼らの実体は詳しく解っていない。

## 歴史
騎射は世界史的にはスキタイ文化（紀元前8世紀 - 紀元前3世紀）の初期から存在し、この疾走する馬上から矢を射るという特異性から古代ギリシア人はケンタウロスを想像したという説も生まれた。
スキタイ人は上下がやや非対称の短弓の両端に硬い『耳』を取り付け、また鏃を大きな鉄製から小さなブロンズ製にする事で、フン人の弓に勝った。
またさらに完成度を高めた弓として、トルコ人はさらに軽量・コンパクトな弓を用い、矢は両端が細く中央部に膨らみを持たせた造りにして飛翔力を高めた。モンゴル人はさらに『ストリングブリッジ』を設けるなど、より速く、貫通力を上げることで、重装騎兵団に対しより有効な戦力となって行った。
戦場において弓騎兵の主な役割は軽騎兵と同じく、前哨・斥候兵として敵を攪乱することにある。弓騎兵は接近戦を避けながら、敵の脇、及び後方から敵を素早く急襲する。その為軽装備であり、その機動力を活かして馬を止めること無く前進、後退、右、左へと絶え間なく俊敏に動き回りながら弓矢で敵を攻撃する戦術をとる。敵の武器が届かない距離を保ちながら攻撃をし、着実に敵を後退、飛び道具を持たない敵兵は弓騎兵の攻撃下では手も足も出ずに士気を奪われ隊列を乱した。

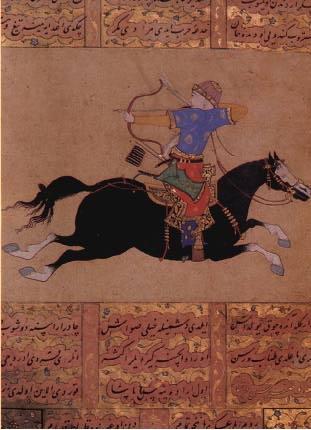
オスマン帝国兵の騎射
『パルティアンショット』

弓騎兵は概ね重装歩兵に対して脅威となり、特に気温が高く木の無い平坦な地域においては敏捷性に優れる弓騎兵は鈍重な重装歩兵団に対して極めて有利である。事実、弓騎兵に対抗し得るのは弓矢や弓騎兵のみであった。特に「パルティアンショット」は敵と相対せず退却しながら矢を射続けるため、敵を苦しめヨーロッパ人の間では知られた騎射戦術であった。
弓騎兵は『カルラエの戦い（紀元前53年）』、『ワールシュタットの戦い（13世紀）』で中心的役割を果たし、両戦とも敵兵が弓騎兵に対して直接戦闘に固執した為に勝利を収めた。
西欧の重装歩兵は機敏な弓騎兵に苦戦し、東方諸国の弓騎兵は十字軍に対し多くの実績を残した。『ローマ書』にはサルマタイの弓騎兵やオスマン帝国のイェニチェリ騎兵が画かれている。
遊牧民の弓騎兵に対し勝利した欧州国家は数少なく、『ヤクサルテス川の戦い（紀元前329年）』では名将アレクサンドロス3世（大王）が弓騎兵と戦い打ち負かす事に成功した数少ない歴史的勝利の1つである。アレキサンドロス3世はこの戦いでマケドニア領土をアジアの一部にまで伸ばすが、それでも遊牧国家の中心部を攻略する事は叶わなかった。
中世の『ハッティンの戦い』は重装歩兵に対し弓騎兵が執拗な攻撃をしかけ敵の戦意を喪失させる事で勝った古典的な事例である。また、チンギス・ハーンはモンゴル弓を用いた弓騎兵を擁し、他の遊牧国家と同様の戦術で巨大なモンゴル帝国を築きあげ、全盛期には中国大陸からヨーロッパにまで領土を広げた。

## 日本における騎射

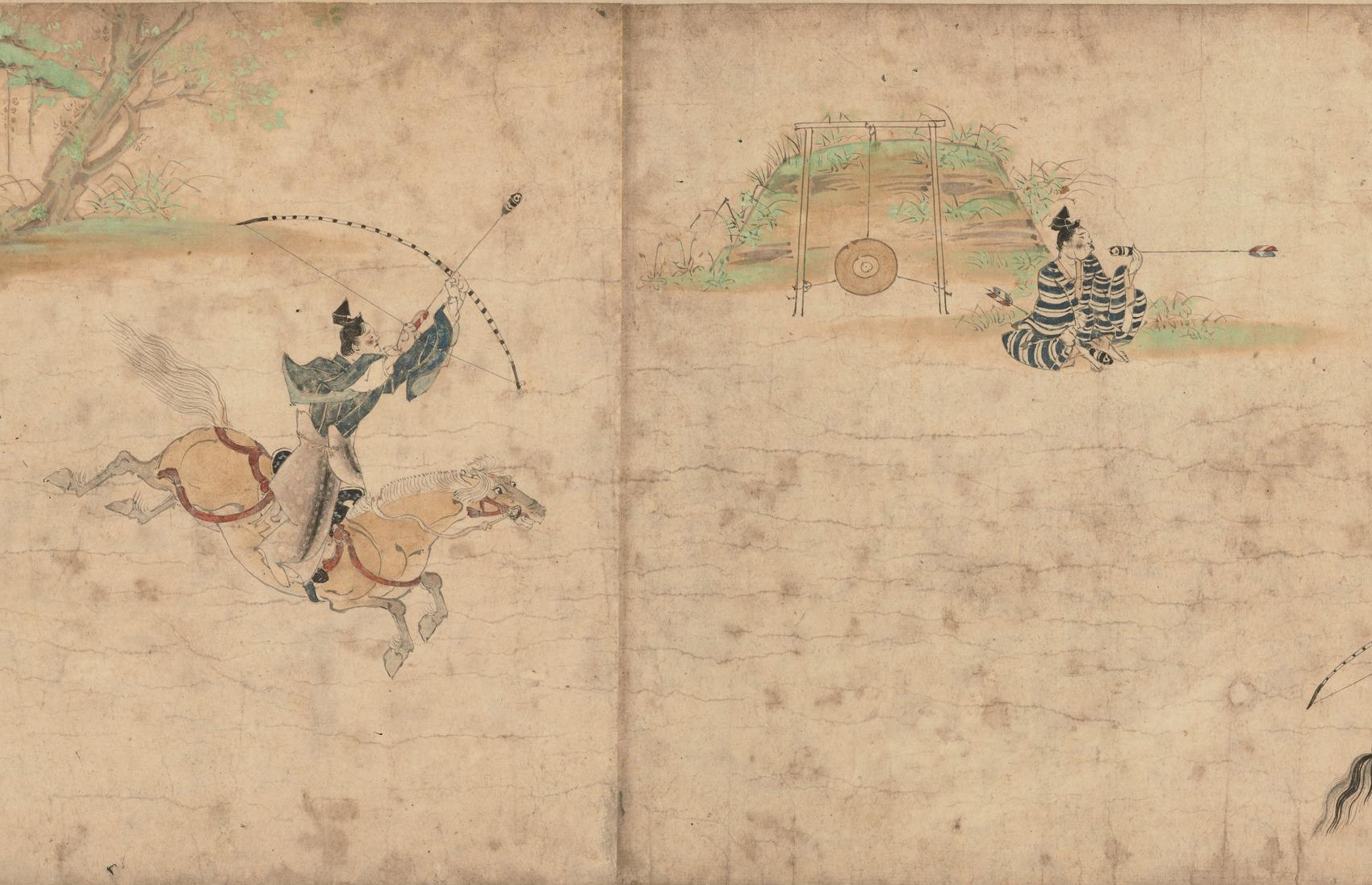
日本の笠懸の様子
『男衾三郎絵詞』より

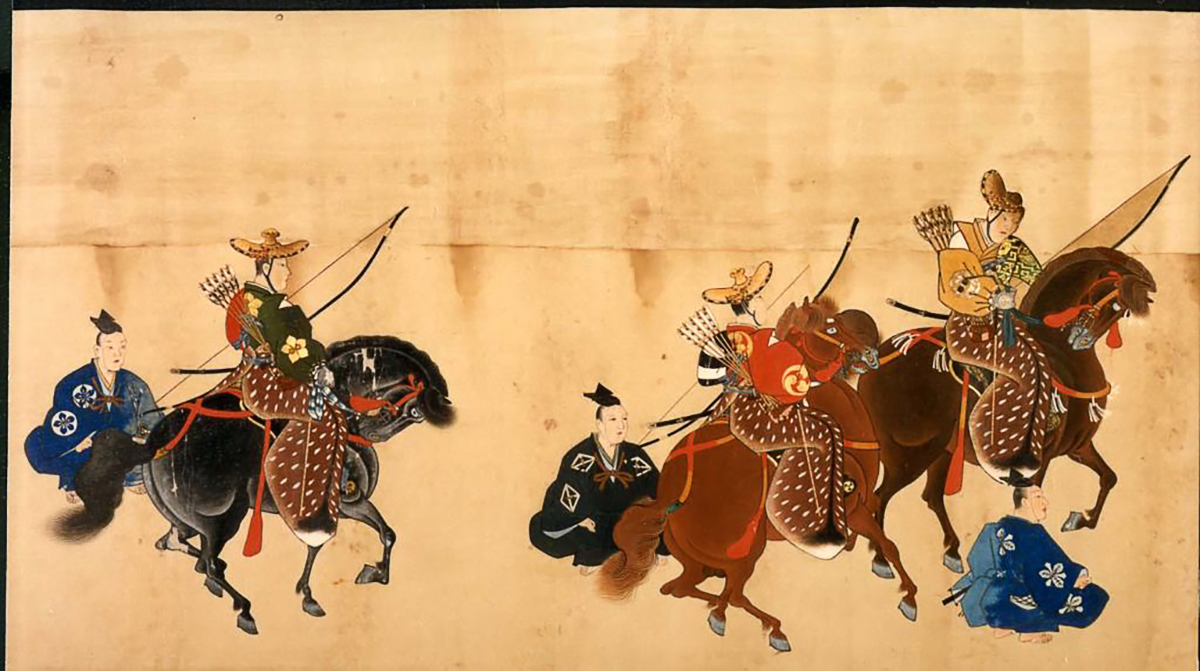
流鏑馬の射手の狩装束
（『流鏑馬絵巻』穴八幡宮蔵より）

古墳時代以降、古代東北地方（馬産は青森県青森平野､上北地域南東部まで確認されている）に住んだ蝦夷（えみし）の騎射術と、弥生人から続く長弓術とを取り入れ組み合わせた特徴を持ち、突撃・攻撃力を中世に至るまで高めていった（弓馬）。高い難度のため習得には特別な修練が必要だった。
蝦夷自身は短弓を用いた騎射をしていたらしく、日本へ古墳時代に馬・騎馬術が伝わったのと同時に騎射の技術も伝わった可能性がある。

### 古代の騎射
日本へ馬が導入されたのは古墳時代の5世紀初期といわれており、古墳から挂甲、直刀、鏃、馬具が一括して出土するようになる。
神事である流鏑馬は古くは馬的射(むまゆみいさせ)騎射(むまゆみ)矢馳せ馬(やはせむま)と呼ばれた。
朝廷の行事として、端午の節日になると武徳殿に天皇が隣席し、衛府の官人が騎射を披露する「騎射の節」が行われていた。
文献においては『日本書紀』の雄略天皇記で騎射の記述がある。雄略天皇が即位する前（456年）、有力な皇位継承候補だった市辺押磐皇子を狩猟に誘い、天皇が「弓を彎（ひきまかな）ひ馬を驟（は）せ」、偽って皇子を射殺したという。これが日本での騎射の初見であると思われる。雄略天皇は5世紀の人物であるので、騎兵の成立時期にすでに騎射の技術があったことを示している。
流鏑馬の起源といわれているのが、6世紀中頃(552)年頃に欽明天皇が国の内外の戦乱を治めるため、九州豊前の宇佐の地において、神功皇后・応神天皇を祀り「天下平定・五穀豊穣」を祈願し、最も騎射に長じた者に馬上から三つの的を射させた神事であり、武士の台頭よりかなり古い時期から騎射の技術が普及していた事を伺わせる。
日本書紀に天武天皇9年（682年）「朝嬬に幸す。因りて大山位より以下の馬を長柄杜長柄神社に看す。乃馬的射させたまふ」とある。(天武天皇が長柄神社で流鏑馬を催し観覧した。)
続日本紀文武天皇二年（698年三月「山背国の賀茂祭の日にもろびとをあつめて騎射（むまゆみ）することをいさむ」とある。(京都府の葵祭で人々を集めて流鏑馬をすることを禁止する)
8世紀に編纂された『肥前風土記』には五島列島の海士について、「容貌、隼人に似て、常に騎射を好み、その言語は俗人に異なれり」という記述がある。
続日本紀に神亀四年（727年）四月癸卯「教下坂東九国軍三万人教二習騎射一、試中練軍陳上」(坂東の9カ国の軍3万人に騎射を教習し軍隊を試練する)とある。

### 中世の騎射
平安時代から鎌倉時代にかけて騎射が中心の戦いとなり、鐙は踵まで足全体で踏込む舌長鐙に進化し、馳射時に立ち上がっても身体を振れなく安定できるようになった。また、鎧は騎射に特化した形状に進化した「大鎧」が使われるようになった。
戦では騎射による一騎討ちで戦ったと考えられているが、実際には集団戦の中で条件が整う場合にしか起こらなかった。文献では2例、『今昔物語集』では源充と平良文が騎射による一騎討ちを行ったという記述があり、『前九年合戦絵巻』に一騎討ちの直前の絵が描かれているのみである。
騎射には静止した馬上から矢を放つ場合と、馬を走らせた状態で矢を放つ場合があった。いずれの場合も基本は前方方向への騎射であり、現在の流鏑馬のように左横への騎射は一般的ではなかった。源順が編纂した『和名類聚抄』の巻四・術芸部射芸類では、馬を馳せる騎射を「馳射」と表記し、「於无毛乃以流（おおものゐる）」と訓読している。つまり、追物射であり、騎射三物の中では犬追物こそが最も実戦に近かった。絵巻においても『前九年合戦絵巻』にある源義家が敵を射た場面や、『蒙古襲来絵詞』における三井資長の騎射の場面など、前方方向に向けて矢を射る姿が描かれている。また、後方からの前方射撃への対処として「押し捻り」というパルティアンショットに似た後方射撃も使われた。
合戦時の騎射以外にも平安時代以降は騎射様式が整理された。流鏑馬・犬追物・笠懸などが成立し、神事・祭礼行事として行われはじめる。鎌倉時代には流鏑馬・犬追物・笠懸は「騎射三物」と称され各地で盛んに行われた。騎射は武芸の中でも上位のものとされ、戦場での主戦力でなくなって以降、泰平の江戸時代においても武芸としてその位置付けは変わらなかった。しかし騎乗できる者は少なく、少なくとも旗本以上で高禄の者でなければ騎乗すらも出来なかった。

## 海外における騎射
古代中国において武官の登用制度である武科挙では騎射と歩射の実技試験があった。